# Спишке Влахи
Спишке Влахи (слч. Spišské Vlachy, мађ. Szepesolaszi) су град у Словачкој, у оквиру Кошичког краја, где су у саставу округа Спишка Нова Вес.

## Географија
Спишке Влахи су смештене у источном делу државе. Главни град државе, Братислава, налази се 390 km западно од града.
Рељеф: Спишке Влахи су се развиле у области Спиш. Град се сместио у долини реке Хорнад, испод источних Татри. Надморска висина граде је око 390 метара.
Клима: Клима у Спишким Влахима је умерено континентална.
Воде: Код Спишке Влахи се река Хорнад.

## Историја
Људска насеља на простору Спишких Влахи везују се још за праисторију. Насеље под данашњим именом први пут се спомиње 1243. године.
Крајем 1918. године. Спишке Влахи су постале део новоосноване Чехословачке. У време комунизма насеље је индустријализовано, па је дошло до повећања становништва. После осамостаљења Словачке град је постао општинско средиште, али је дошло и до проблема везаних за преструктурирање привреде.

## Становништво
| Година:    | 1994. | 2004.   | 2014.   | 2024.   |
| ---------- | ----- | ------- | ------- | ------- |
| Број људи: | 3434  | 3550    | 3577    | 3295    |
| Разлика:   |       | +3,37 % | +0,76 % | -7,88 % |

| Година:    | 2023. | 2024.   |
| ---------- | ----- | ------- |
| Број људи: | 3300  | 3295    |
| Разлика:   |       | -0,15 % |

Данас Спишке Влахи имају нешто више од 3.5000 становника и последњих година број становника стагнира.
Етнички састав: По попису из 2001. године састав је следећи:
- Словаци - 97,8%,
- Роми - 1,5%,
- остали.

Верски састав: По попису из 2001. године састав је следећи:
- римокатолици - 89,9%,
- атеисти - 4,1%,
- лутерани - 1,6%,
- гркокатолици - 1,1%,
- православци - 0,6%,
- остали.